# AnyDecentMusic?
AnyDecentMusic? — вебсайт, який збирає огляди альбомів із журналів, веб-сайтів і газет. В основному зосереджені на популярній музиці — охоплюють рок, поп, електроніку, денс, фолк, кантрі, рутс, хіп-хоп, R&B і реп — альбоми оцінюються шляхом узагальнення консенсусу з кількох джерел; рецензії взяті з більш ніж 50 веб-сайтів, журналів і газет. Ці публікації здебільшого розташовані в США та Великобританії, але деякі також з Канади, Ірландії та Австралії.

## Історія
AnyDecentMusic? був заснований у 2008 році Еллі Палмер і Террі Уотсон, директорами PalmerWatson, консультаційної компанії з дизайну газет і журналів.